# Noisseville
Noisseville é uma comuna francesa na região administrativa do Grande Leste, no departamento de Mosela. Estende-se por uma área de 2.6 km², e possui 1.042 habitantes, segundo o censo de 2018, com uma densidade de 400 hab/km².